# Лебошовиці
Лебошовиці (пол. Leboszowice) — село в Польщі, у гміні Пільховиці Гливицького повіту Сілезького воєводства.
Населення — 384 особи (2011).
У 1975—1998 роках село належало до Катовицького воєводства.

## Демографія
Демографічна структура станом на 31 березня 2011 року:
|          | Загалом | Допрацездатний вік | Працездатний вік | Постпрацездатний вік |
| -------- | ------- | ------------------ | ---------------- | -------------------- |
| Чоловіки | 186     | 34                 | 134              | 18                   |
| Жінки    | 198     | 31                 | 122              | 45                   |
| Разом    | 384     | 65                 | 256              | 63                   |